# Pousada de Santa Clara
A Pousada de Santa Clara, operando sob o nome comercial de Santa Clara Country Hotel, é uma unidade hoteleira situada junto à Barragem de Santa Clara, no Município de Odemira, na região do Alentejo, em Portugal.

## Descrição e história
O edifício está situado nas imediações da Barragem de Santa Clara, na margem Sul da albufeira. Segue principalmente as linhas da arquitectura modernista.
Os primeiros planos para a instalação de um edifício residencial na área da barragem foram feitos em 1961 por Chorão Ramalho, prevendo-se que seria utilizado pelos técnicos durante construção da barragem. Após o final das obras deveria ser reconvertido num abrigo para pescadores, que aproveitariam as condições ideiais para a pesca desportiva na albufeira. Porém, depois dos trabalhos da barragem terem sido concluídos, o imóvel começou desde logo a funcionar como pousada, tendo sido feitas algumas modificações, incluindo a abertura de dois vãos para portas em cada piso. A pousada foi inaugurada em 1969, em conjunto com a barragem. A construção da pousada integra-se numa segunda fase de instalação deste tipo de equipamentos, que decorreu entre as décadas de 1950 e 1970.
Em 1972 foi apresentada uma proposta para a ampliação do edifício, e em 1979 passou a fazer parte do conjunto das Pousadas de Portugal, administrada pelo grupo ENATUR. Neste altura a unidade era de dimensões muito reduzidas, contando apenas com seis quartos. Em 1982 e 1990 voltaram a ser feitas propostas para a expansão da pousada, esta última em colaboração com o arquitecto Diogo Forte Vaz, mas foram rejeitadas pela ENATUR. Em Maio de 1994 iniciaram-se profundos trabalhos de ampliação e remodelação, com a coordenação do arquitecto Correa Guedes, passando a dispor de dezanove quartos. Embora tenha reaberto em Maio de 1996, só no ano seguinte, em Maio de 1997, é que foi oficialmente inaugurado após as obras.
Passou depois para o Grupo Pestana, tendo perdido a classificação de pousada e passado a ser um hotel durante um processo de reorganização das unidades daquele grupo, nas décadas de 2000 e 2010.

## Ver também

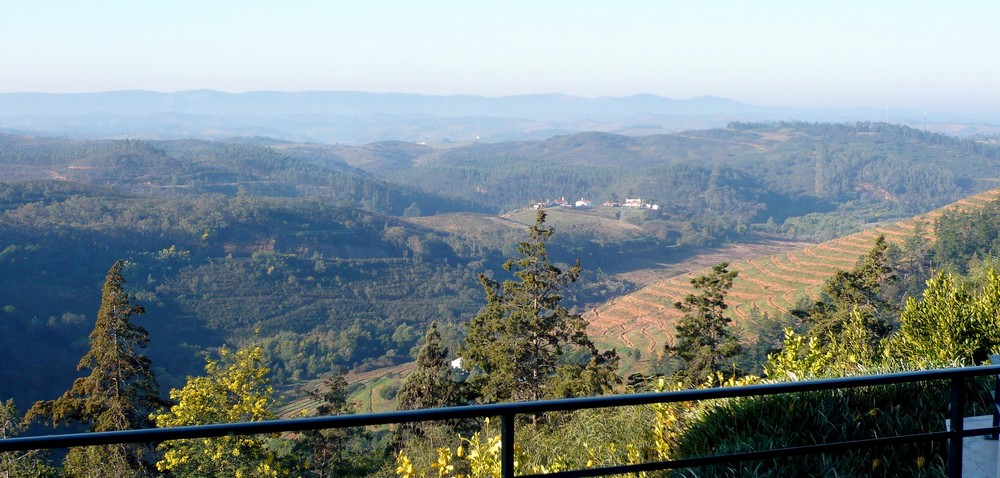
Vista do vale do Rio Mira, a partir da pousada.